# Jüdischer Friedhof (Stádlec)
Koordinaten: 49° 22′ 19,5″ N, 14° 29′ 50,6″ O

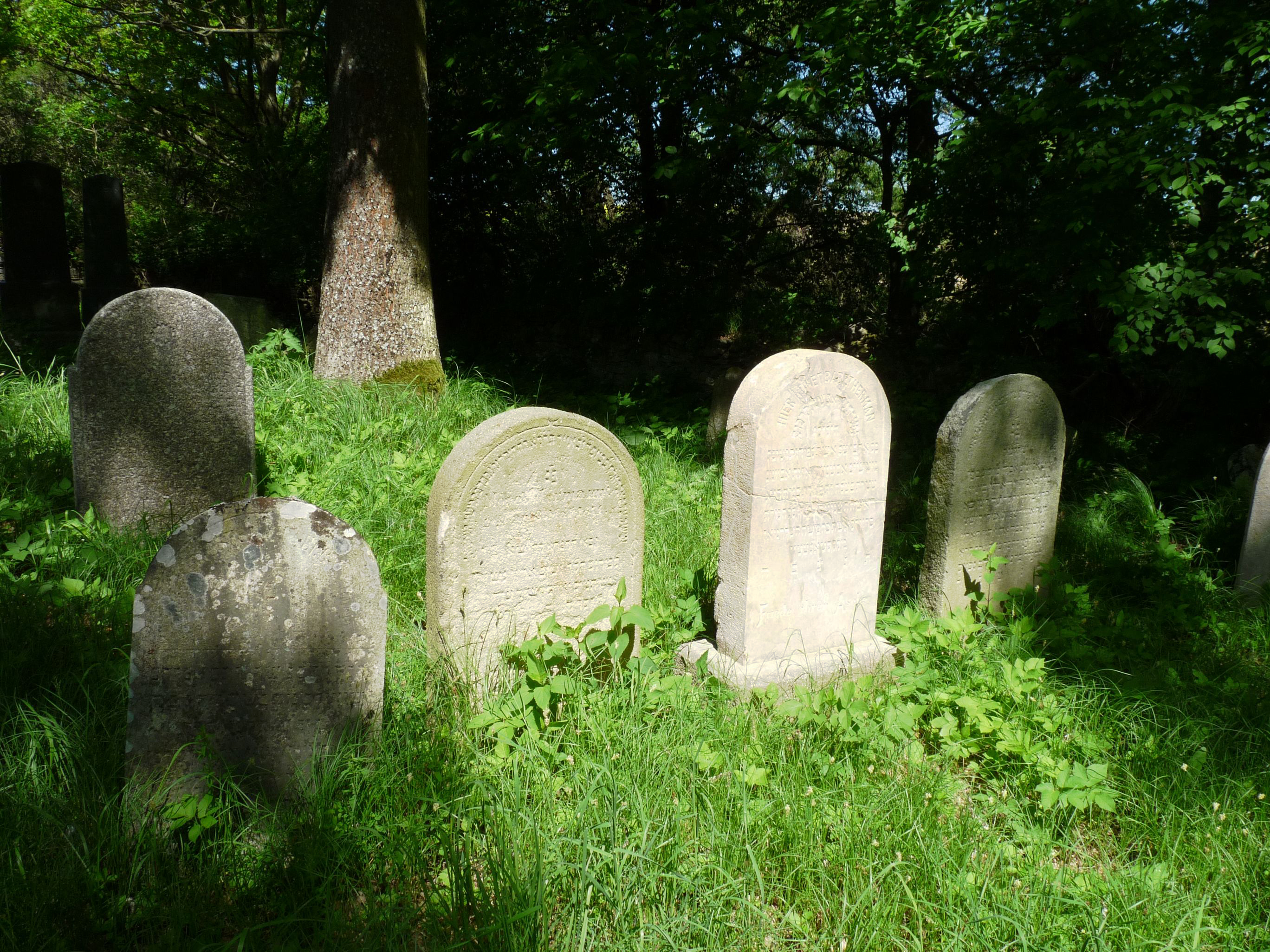
Jüdischer Friedhof in Stádlec

Der Jüdische Friedhof in Stádlec, einer tschechischen Gemeinde im Okres Tábor der Südböhmischen Region, wurde um 1820 angelegt. Der jüdische Friedhof südlich des Ortes ist ein geschütztes Kulturdenkmal.
Auf dem 539 Quadratmeter großen Friedhof sind viele Grabsteine in das Erdreich eingesunken oder von Pflanzen überwuchert.